# Smithsonian Institution Building
Lo Smithsonian Institution Building, anche soprannominato The Castle, è un edificio di Washington (Stati Uniti d'America), sede amministrativa dell'omonimo istituto di istruzione e ricerca. 

## Storia
Nel 1846 un comitato di costruzione indisse un concorso nazionale per progettare lo Smithsonian Building. In seguito a tale competizione, a cui parteciparono architetti provenienti da tutto il mondo, i membri del comitato approvarono in netta maggioranza il progetto di James Renwick Jr, ricordato per aver progettato la Cattedrale di San Patrizio di New York e la Renwick Gallery di Washington. Durante i lavori, Renwick fu assistito da Robert Mills, che si occupò soprattutto degli interni della struttura.
Inizialmente l'edificio avrebbe dovuto essere in marmo bianco, materiale che si decise di sostituire con l'arenaria gialla. Tuttavia, dal momento che l'arenaria rossa era meno costosa del marmo e del granito, sebbene più sensibile alle intemperie, si decise di usare della pietra rossa proveniente dalla Seneca Quarry, una cava del Maryland. Un'ipotesi controversa e non approvata all'unanimità vorrebbe che la pietra usata per costruire l'edificio fosse stata estratta da schiavi del luogo.
Il comitato di costruzione elesse Gilbert Cameron in qualità di appaltatore generale e la costruzione dell'edificio venne iniziata nel 1847. L'ala est fu completata nel 1849 ed adibita a dimora della famiglia del segretario Joseph Henry. L'ala ovest venne terminata alcuni mesi più tardi durante lo stesso anno. Un cedimento strutturale avvenuto nel 1850 spinse gli addetti ai lavori ad apportare alcune modifiche all'edificio anche per renderlo più resistente agli incendi. Nel 1852, Renwick terminò gli esterni della costruzione, mentre Cameron proseguì i lavori fino al 1855, quando la costruzione venne portata a compimento. Stando alle fonti, i fondi utilizzati per erigere la struttura provenivano da "interessi maturati sul lascito di Smithson".
Nonostante la Smithsonian Building potesse contare sulla presenza di misure di sicurezza antincendio, nel 1865 un incendio causò la distruzione della Regent's room, della sala delle conferenze, di duecento dipinti ad olio di John Mix Stanley raffiguranti degli indiani d'America, e di molti documenti, fra cui le corrispondenze di James Smithson e gli scritti di Henry. Le fiamme distrussero anche i beni confiscati dalle forze dell'Unione durante la guerra civile americana che erano stati successivamente conservati nelle biblioteche pubbliche di Alexandria (Virginia) e Beaufort (Carolina del Sud). Nel 1865 venne avviata una ristrutturazione dell'edificio coordinata dall'architetto locale Adolf Cluss e perdurata due anni. Nel 1883 la struttura subì delle modifiche atte a prevenire degli incendi; a tali lavori prese parte anche Cluss, che in quel periodo aveva progettato il vicino Arts and Industries Building. Verso la fine del secolo vennero aggiunti un terzo e un quarto piano nell'ala est e un terzo piano in quella a ovest. Nel 1895 venne installato un impianto di illuminazione elettrica.
Intorno al 1900, il pavimento in legno della Sala Grande dello Smithsonian Institution Building venne sostituito con un battuto di terrazzo alla veneziana, e venne inaugurato un museo dei bambini vicino all'ingresso sud. Fu anche costruito un tunnel che collega l'edificio all'Arts and Industries Building.
Lo Smithsonian Institution Building venne designato National Historic Landmark nel 1965.
Fra il 1968 e il 1970 vennero avviati altri lavori di ristrutturazione durante i quali i quali furono sostituiti gli impianti elettrici, installati ascensori, e aggiunti moderni  sistemi di riscaldamento, ventilazione e condizionamento. Nel 1897 venne aperto al pubblico il giardino dedicato a Enid A. Haupt e inaugurato il Renwick Gate, costruito usando l'arenaria rossa della Seneca Quarry recuperata dalle macerie della prigione distrettuale locale.

## Descrizione
Lo Smithsonian Institution Building è il più vecchio edificio di proprietà dello Smithsonian Institution, ed è situato vicino al National Mall e dietro il National Museum of African Art e la Arthur M. Sackler Gallery di Washington. L'architetto James Renwick voleva che lo Smithsonian Institution Building fosse il punto focale di un paesaggio pittoresco in cui fosse visibile il Mall, e per raggiungere il suo scopo si ispirò al Denkmäler der deutschen Baukunst di Georg Moller.
L'edificio è un esempio di architettura neonormanna (che ibrida motivi tardo-romanici e del primo periodo gotico del dodicesimo secolo prendendo a modello i dettami dell'revival romanico e gotico del periodo), uno stile che, stando a coloro che edificarono lo Smithsonian Institution Building, rievocherebbe il cosiddetto "gotico universitario" inglese (Collegiate Gothic), e che ben rifletterebbe i concetti di conoscenza e saggezza. La facciata in arenaria rossa distingue la facciata da quella degli altri grandi edifici di Washington, che sono invece in marmo e arenaria gialla. Il complesso comprende una sezione centrale da cui si dipartono due estensioni e due ali. Il complesso comprende inoltre un totale di nove torri. Sebbene solo le più quattro più grandi siano abbastanza grandi da poter essere arredate, qualcuna di quelle più piccole, che sono a solo fine decorativo, presenta delle scale. Inizialmente Renwick avrebbe voluto che l'edificio fosse ornato da elementi scultorei floreali simili a quelli di Benjamin Latrobe presenti nel Campidoglio di Washington, ma alla fine decise di decorare il complesso con altri tipi di decori ripresi da libri di pattern. L'aspetto dell'edificio, che ricorda quello di una fortificazione, spinge molti abitanti della capitale a soprannominarlo The Castle ("il castello").